# 生活的梦想
《生活的梦想》（英語：Dreams of a Life）是一部由狗狼影业於2011年发行的纪录片，由卡罗尔·莫尔丽执导，由札薇·艾希頓主演乔伊斯·文森特，该片主要讲述一名叫乔伊斯·文森特的伦敦单身女性，從2003年在家中客厅去世，但遗体才于2006年在她的家中被发现的故事。

## 情节
这部电影讲述了乔伊斯·文森特的故事，于2006年1月在伦敦北部伍德格林的公寓里发现了她的骨骼遗骸。乔伊斯被发现時其尸體由包裹過的圣诞礼物所包围，她家的电视机仍在播放，自她去世以来从未被人发现。
这部电影采访了乔伊斯·文森特生前的各類朋友、熟人、前合作伙伴以及其他人士，其中還包括文森特的父亲，该角色由康诺尔·约翰饰演。
这部电影讨论孤独等问题。

## 产生
导演卡罗尔·莫尔丽在阅读一篇小报发表的一篇文章后，受到启发，制作了一部关于乔伊斯生平的纪录片。不過小報上的文章没有提及她的年龄、种族或任何详细信息。在接下来的5年里，她通过在报纸上刊登广告等方式来尋找知情人士，廣告中提到如果有誰认识乔伊斯就希望她們能联系卡罗尔·莫尔丽。她很惊讶地发现许多認識乔伊斯的人都不知道乔伊斯已经死了，甚至他们中的一些人一度想起曾經在报纸上看到過她的死讯。莫利广告的第一批受访者之一是马丁，他在电影中占据突出地位，他是是乔伊斯的前合伙人，他還向卡罗尔·莫尔丽提供了照片。然后，马丁让她与其他朋友联系，其中就包括一位前房东、前伴侣和朋友。
莫利还与乔伊斯的四个姐妹联系，他们都拒绝在电影中亮相。

## 评价
这部电影在电影评论网站Metacritic上获得了62分，在爛番茄上获得了74％的评分。
尽管有人发布了一些“不冷不热”的评论，但卫报認為該影片令人“难以忘怀”。
史蒂文·威尔逊的专辑Hand，灵感也来源于此。